# Cəmşid Məhərrəmov
Cəmşid Şakir oğlu Məhərrəmov (auch Jamshid Maharramov, * 4. August 1983 in Ağdam) ist ein aserbaidschanischer ehemaliger Fußballspieler.

## Karriere

### Verein
Məhərrəmov begann seine Profikarriere 2012 bei FK Karvan Yevlax und spielte anschließend bei diversen aserbaidschanischen Vereinen. 
Zur Rückrunde der Saison 2014/15 wechselte Məhərrəmov in die türkische TFF 1. Lig zum südanatolischen Verein Adanaspor. Da er aserbaidschanischer Staatsbürger ist, wird er hier unter einem gesonderten Status spielen und somit kein regulären Ausländerplatz belegen. Zum Saisonende verließ er diesen Verein wieder.

### Nationalmannschaft
Məhərrəmov spielt seit 2007 für die aserbaidschanische Nationalmannschaft.